# Carl-Johan von Plomgren

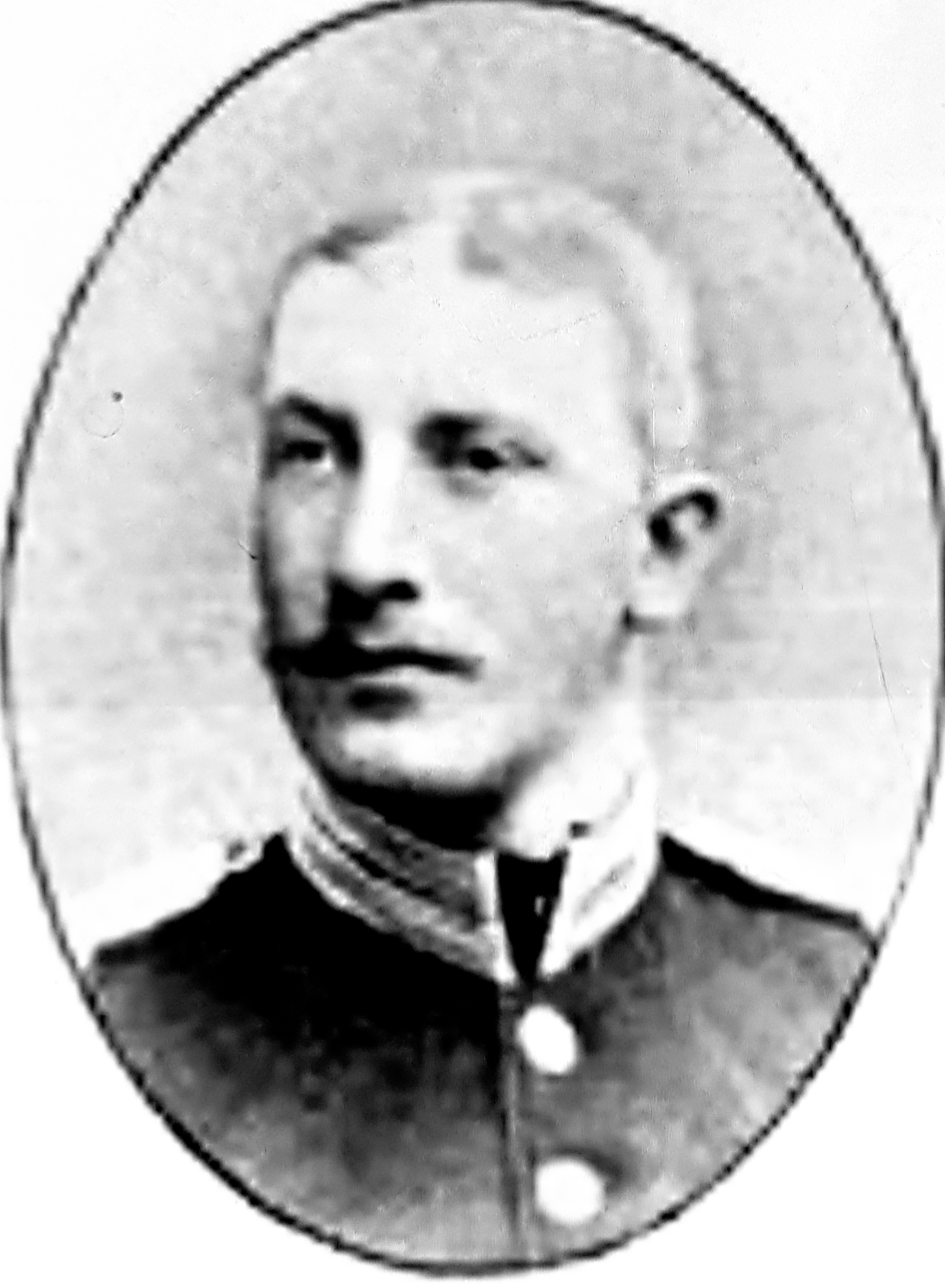
Carl-Johan von Plomgren

Johan Peter Carl Pontusson (Carl-Johan) von Plomgren, född 21 augusti 1865 på Örby i Brännkyrka socken, död 1945, var en svensk militär och godsägare.
Han var son till major Pontus von Plomgren (1827–1905) och Sofia Tornérhielm (1834–1920) samt från 1897 gift med friherrinnan Anna Lagerbielke (1869–1922) som var dotter till landshövdingen greve Gustaf Lagerbjelke. Han var far till advokaten Carl von Plomgren (1898–1975) och ingenjören Gustaf von Plomgren (1906–1993).
von Plomgren avlade mogenhetsexamen 1884 och blev volontär vid Svea livgarde samma år, där blev han senare under året korpral. Han blev sergeant 1885 och studerade vid krigsskolan 1886 med examen 1887. Han blev underlöjtnant vid Svea livgarde 1887, löjtnant 1894, kapten 1903, major i armén 1913 och major vid Svea livgarde 1914 samt överstelöjtnant där 1916. Han var från 1912 ledamot av direktionen över arméns pensionskassa. Han fick avsked från stat och blev överstelöjtnant i regementets reserv 1918. Han fick 1930 tillstånd att kvarstå i reserven till och med 1933. Han blev riddare av Svärdsorden och tilldelades Dannebrogorden 1907 samt Turkiska Meschidie-orden 1908 och han var vidare kommendör av Vasaorden. Från 1914 var han ägare och förvaltare av Österby i Tumbo socken.